# Marché du Film
El Marché du Film (en español "Mercado de Cine") es uno de los mercados cinematográficos más grandes e importantes del mundo. Establecido en 1959, se celebra anualmente junto con el Festival de Cine de Cannes.
En la década de 2020, más de 12.500 profesionales de la industria cinematográfica presentan anualmente alrededor de 4.000 películas y proyectos en el Marché du Film, generando acuerdos multimillonarios y una facturación total de entre 600.000 y 1.000 millones de dólares. Su objetivo principal es reunir a los diferentes actores de la industria audiovisual para establecer conexiones y discutir oportunidades de negocio como colaboraciones y coproducciones, financiación y distribución.

## Historia

### Establecimiento y primeros años
Antes de la creación del Marché du Film, las productoras cinematográficas alquilaban las salas de cine de Antibes para proyectar sus películas, mientras productores y profesionales discutían de negocios en hoteles y apartamentos que habían alquilado durante el Festival de Cannes . Ya en 1950, Robert Favre Le Bret, director ejecutivo del Festival de Cannes, sugirió incluir un mercado cinematográfico en el Festival de Cannes, pero su idea fue rechazada porque el comité del festival destacó la importancia artística y los valores del festival de Cannes y No quería saturarlo con comercio. Durante toda una década, el Festival de la rue d'Antibes se desarrolló paralelamente al Festival de Cine de Cannes, coincidiendo a veces con acontecimientos importantes. Al ver el éxito del mercado cinematográfico, el Comité del Festival de Cannes finalmente aceptó incluirlo en su programación. En 1959, por dos miembros de la “Chambre Syndicale des Producteurs de Film Français” (lit. Cámara Sindical de Productores de Cine Franceses), Émile Natan y Bertrand Bagge, con el patrocinio de André Malraux y Robert Le Bret, el Marché du Film fue establecido oficialmente. 
En 1980, la Association du Festival decidió crear la Secrétariat Général du Marché du Film (literalmente Secretaría General del mercado cinematográfico) bajo la dirección de Michel Bonnet y Marcel Lathière. Poco a poco empezaron a crear el Marché du Film introduciendo tarifas de suscripción a películas y alquiler de stands. Sin embargo, hasta mediados de los años 90, la mayoría de los acuerdos y reuniones se llevaban a cabo en los hoteles y apartamentos alquilados donde se alojaban los invitados al festival. Marché du Film se proyectó en los sótanos del Palacio de Festivales y Congresos .  En 1994, cuando Pulp Fiction de Tarantino recaudó más de 200 millones de dólares en la taquilla mundial, una suma nunca antes vista en el cine independiente, la comunidad empresarial vio una oportunidad monetaria en el cine independiente. En 1995, el Marché du Film estaba dirigido por Jérôme Paillard, ex oboísta profesional, ingeniero de sonido y director financiero del sello Erato Disques. Fue su iniciativa trasladar los eventos del Mercado del Cine a los pabellones de La Croisette y ampliar la oferta de películas expuestas más allá de las del programa principal de Cannes. También fue idea de Payard publicar una guía del mercado cinematográfico con fotografías de todos los participantes (esta guía ha sido apodada "la biblia" por los habituales del Marché du Film ).   El número de participantes en el mercado en 1995 superó los dos mil. 
En 1998, lanzaron Cannesmarket.com, una plataforma B2B para miembros de la industria cinematográfica, que en 2003 se había convertido en Cinando .  En 2000, el número de participantes se había duplicado y en 2005 había más de 8.000. 

### Década de 2010
En 2012, más de la mitad de las proyecciones se realizaron en países europeos, con un total de 4.000 películas vendidas en el Marché du Film ese año, la mitad de las cuales ya estaban íntegramente terminadas. 
Modern Marché du Film es un evento emblemático de la industria cinematográfica mundial, con un presupuesto multimillonario y nada menos que 12.000 participantes, 3.200 productores, 1.200 agentes y 800 directores de festivales.    Más de 400 pabellones, conocidos colectivamente como la Villa Internacional, se extienden a lo largo de La Croisette, y algunos también se distribuyen en nuevas ubicaciones de la Riviera.   Incluye la base de datos más grande con detalles de contacto de la industria, listas de proyectos y cronogramas de eventos.  Aunque generalmente no se hacen públicos los importes y un número importante de acuerdos se celebran entre bastidores, Jérôme Payard estima que el volumen total de acuerdos realizados en el mercado cinematográfico oscila entre 600 y 1.000 millones de dólares. 
En 2016, se inscribieron 11.900 participantes en el mercado cinematográfico, y China casi alcanzó a Estados Unidos, Francia y el Reino Unido en términos de porcentaje de asistentes. Se realizaron un total de 1.426 proyecciones de 985 largometrajes y se presentaron 1.050 proyectos adicionales.  Uno de los mayores acuerdos del año fue la compra por parte de STX Entertainment de The Irishman de Martin Scorsese por 50 millones de dólares. Se comercializaron un total de 3.420 películas, 1.600 europeas y 830 americanas.  Los participantes observaron una tendencia creciente en el número de acuerdos para películas que se encuentran en una fase muy temprana de finalización: se venden proyectos con un guion terminado, un director y actores aprobados y poco metraje. Además, el segmento de mercado que antes ocupaban los DVD y la televisión de pago prácticamente ha desaparecido. 

### Década de 2020
Debido a la cuarentena impuesta como resultado de la pandemia de COVID-19, Marché du Film 2020 se desarrolló en línea a través de una plataforma de video bajo demanda asociada entre Cinando y Shift72.  Se realizaron más de 150 eventos, con 250 participantes presentando sus stands virtuales. 
En 2021, uno de los acuerdos más importantes fue la compra por parte de STX de los derechos de distribución global de la secuela de Groenlandia de Gerard Butler, por 75 millones de dólares. 
En 2022, Jérôme Paillard presentó a su sucesor como director del Marché du Film, Guillaume Esmiol, ex responsable de innovación del grupo TF1 y director de marketing de la start-up Wefound.  Paillard y Esmiol codirigieron el Marché du Film 2022, en diciembre del mismo año en que Paillard se retiró.  También en 2022, se lanzó el programa Ucrania en foco, mientras que iniciativas clave como Goes to Cannes, Cannes Docs Showcase y Producers Network se dedicaron a proyectos ucranianos.   El Marché du Film de este año se centró especialmente en el cine indio. El número total de participantes en 2022 fue de 12.000, y otros 13 se unieron al evento en línea,  pero en general ha habido una disminución en comparación con los días anteriores a la COVID.
Guillaume Esmiol se convierte en el nuevo director del Marché du Film en 2023, y Jérôme Paillard dimite tras 27 años en el cargo. Bajo el nuevo director también ha tomado forma un nuevo lema para todo el evento: "el corazón de la industria cinematográfica". La playa del Palacio de Festivales y Congresos se ha convertido en una plaza dedicada a las nuevas tendencias cinematográficas: VR, streaming y Machine Learning. En la planta baja del palacio se inauguró un club de productores. 
El mercado cinematográfico 2023, que se celebró del 16 al 24 de mayo, atrajo a un número aún mayor de participantes: al menos 13.000 acudieron a Cannes.  El mayor acuerdo anunciado fue la compra por parte de Netflix de los derechos de distribución en Norteamérica del drama de Todd Haynes, Secreteos de un escándalo .  

## Industry Programs
Durante el Marché du Film se ofrecen varios programas en beneficio de productores, directores, programadores de festivales, agentes de ventas y otros profesionales de la industria cinematográfica: 
- Cannes XR (es un programa dedicado a las tecnologías inmersivas y al entretenimiento. [23] [5])
- Cannes Docs (dedicada a los documentales, también es una plataforma B2B diseñada para conectar profesionales con otros profesionales del documental, promocionar festivales, empresas u organizaciones, ampliar redes y desarrollar proyectos.)
- Cannes Next (dedicado a las tecnologías innovadoras en la realización de películas. [5] [23])
- Animation Day. El Marché du Film se ha asociado con el Festival de Annecy para Animation Day: un programa dedicado al cine de animación.
- Goes to Cannes (destaca proyectos en proceso que buscan agentes de ventas, distribuidores o selección de festivales.)
- Frontières (Organizado por el Festival Internacional de Cine Fantasía en colaboración con el Marché du Film – Festival de Cannes, Frontières es un mercado de coproducción internacional y una plataforma de networking centrada específicamente en la financiación y coproducción de películas de género entre Europa y América del Norte. [24] [25] [26])
- Producers Network (Lanzada hace 15 años, Producers Network da la bienvenida a más de 500 productores de todo el mundo a una serie de reuniones y eventos únicos diseñados específicamente para crear oportunidades para construir su red de pares y hacer despegar proyectos de coproducción internacional.)
- Producers Network (da la bienvenida a más de 500 productores de todo el mundo a una serie de reuniones y eventos únicos diseñados específicamente para crear oportunidades para construir su red de pares y hacer despegar proyectos de coproducción internacional.)
- impACT (es una iniciativa conjunta de Microsoft y el Marché du Film, lanzada para promover la ética, la inclusión, la representación y la responsabilidad social en la industria cinematográfica. [27])